# Бобровня (заказник)
«Урочище Бобровня» (укр. «Урочище Бобровня») — урочище и общезоологический заказник местного значения, расположенный на территории Деснянского района Киевского горсовета (Украина). Создан 2 декабря 1999 года. Площадь — 32 га. Землепользователь — коммунальное предприятие по содержанию зелёных насаждений в Деснянском районе.

## История
Заказник был создан решением Киевского горсовета № 147/649 от 2 декабря 1999 года. Заказник создан с целью сохранения ценных природных сообществ. На территории заказника запрещены любая хозяйственная деятельность и в том числе ведущая к повреждению природных комплексов.

## Описание
Заказник расположен на крайнем юге острова Муромец, который находится между руслами реки Днепр главным и Десёнка, премыкая непосредственно восточнее реки Бобровня (Небышевка; протока Днепра). Южнее примыкает парк Дружбы народов, севернее — участок заказника Муромец—Лопуховатое.
Есть информационные знаки и щит-указатель. 
Как добратьсяː 1) остановка «Парк Дружбы народов» (на Московском мосту) автобусы № 21, 29, 30, 31, 47, 73, 100, 101, 101к, 114, 114а (от станции метро «Петровка»), затем пешком около 1,5 км (через парк Дружбы народов). Близлежащее метроː   Почайна.

## Природа
Ландшафт заказника представлен пойменной экосистемой с водоёмами и заболоченными участками, комплексом лугов, прибрежно-водной растительности и лесными насаждениями. 
Лесные насаждения представлены дубом, тополем и ивой, а также кустарниками. 
В заказнике обитают такие млекопитающиеː бобёр, ондатра, выдра, барсук, енотовидная собака, лисица, заяц-беляк, крот, горностай, ёж, ласка, лесной хорёк, каменная куница, летучие мыши. Здесь встречаются водоплавающие и не водоплавающие птицы. Данная территория играет важную роль в сохранении сообществ серой куропатки, коростеля и перепелы. В заказнике встречается 5 видов пресмыкающихся и 10 видов земноводных. В реке (протоке) Боровня обитает не менее 10 видов рыб.